# Heterohesma weiri
Heterohesma weiri là một loài ong trong họ Colletidae. Loài này được Exley miêu tả khoa học đầu tiên năm 1983.